# Штурм Сапун-Горы (диорама)

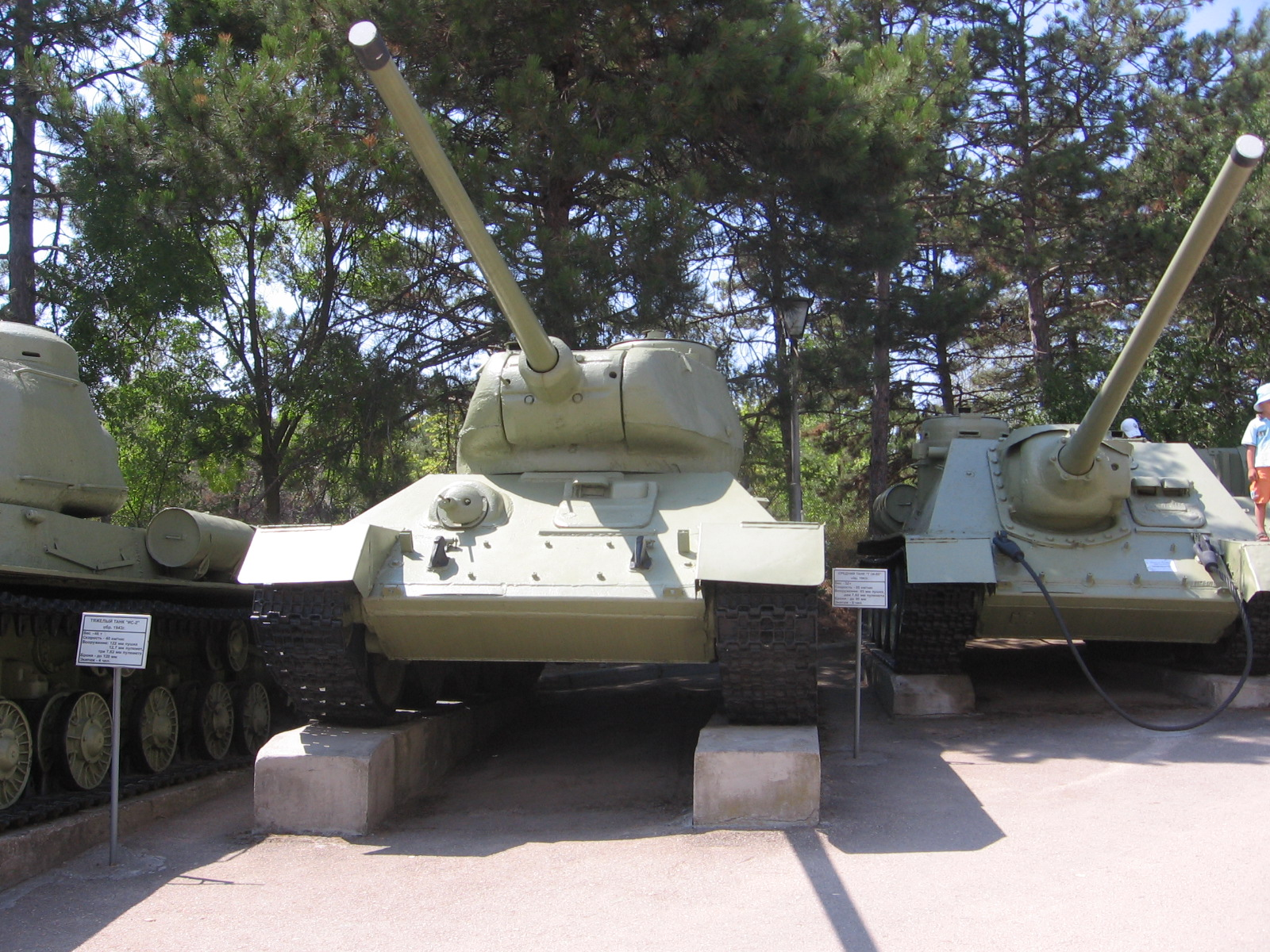
Образцы военной техники периода Великой Отечественной войны перед зданием диорамы.

Штурм Сапун-горы 7 мая 1944 года — диорама, одна из наиболее известных экспозиций Государственного музея героической обороны и освобождения Севастополя. Полотно было создано художниками студии имени М. Б. Грекова П. Т. Мальцевым, Г. И. Марченко и Н. С. Присекиным. Открытие диорамы состоялось 4 ноября 1959 года. Здание диорамы расположено на Сапун-горе по Ялтинскому шоссе в городе Севастополе. В составе Музея-заповедника героической обороны и освобождения Севастополя. Объект культурного наследия народов России регионального значения.

## Экспозиция
Живописная картина с передним предметным планом из сооружений, реальных и бутафорских предметов времён Великой Отечественной войны — это одно из крупнейших произведений современной батальной живописи на постсоветском пространстве. Памятник подвигу советских воинов, освободивших Севастополь от гитлеровских захватчиков. Замечательный художественный памятник героическим событиям Великой Отечественной войны. Открытие диорамы состоялось 4 ноября 1959 года.
В шести километрах к востоку от Севастополя, на вершине Сапун-горы, рядом с величественным памятником Славы возвышается строгое полукруглое здание. На втором этаже здания размещена самая большая в мире диорама — «Штурм Сапун-горы 7 мая 1944 года». На первом этаже — экспозиционные залы, экспонаты которых повествуют об обороне города в 1941—1942 гг. и освобождении его в мае 1944 года. Перед зданием экспонируются образцы военной техники и вооружения периода Великой Отечественной войны.
Живописное полотно — основной элемент диорамы — расположено полукругом впереди смотровой площадки. Между живописным полотном и смотровой площадкой установлен предметный план, составляющий с живописным полотном как бы одно целое. Это создаёт иллюзию глубины пространства, усиливает ощущение реальности, достоверности изображённых событий.
В диораме «Штурм Сапун-горы» впервые в изобразительном искусстве фигуры людей на переднем плане живописного полотна написаны в их естественных размерах. А предметы натурного плана — это остатки подлинных оборонительных сооружений, оружие и снаряжение противника. Впервые стройная композиция одной картины охватывает оперативный масштаб совместных действий наступающих советских армий, авиации и флота.
Длина живописного полотна 25,5 м, высота 5,5 м, площадь предметного (натурного) плана 83 м².
На диораме изображён кульминационный момент штурма Сапун-горы войсками 51-й и Приморской армий, отображён массовый героизм советских воинов-освободителей Севастополя. Герои живописного полотна диорамы, изображённые на переднем плане, — реальные люди, некоторые из них имеют полное портретное сходство. На предметном плане — оружие и предметы боевого снаряжения врага, обломки железобетонных оборонительных сооружений, собранные на местах боёв за Севастополь.

## Исторические события
Освобождение Крыма началось 8 апреля 1944 года. Советские войска прорвали линию фронта в северной его части и на Керченском полуострове. Несмотря на отчаянное сопротивление врага, кольцо окружения неумолимо сжималось. 16 апреля советские войска вышли к основному оборонительному рубежу противника в районе Севастополя.
На подступах к городу враг создал мощную, глубоко эшелонированную оборону, в которой ключевую позицию занимала Сапун-гора. На её крутых восточных склонах с отвесными скалами гитлеровцы оборудовали от 3 до 4 линий траншей, построили доты и дзоты, железобетонные укрытия и блиндажи, установили проволочные заграждения, а долину у подножия горы превратили в минное поле. На танкоопасных направлениях было сосредоточено значительное количество 47-мм, 50-мм и 75-мм противотанковых пушек типа «Böhler», «Vickers», Pak-38 и Pak-40. Также в интересах противотанковой обороны использовались 88-мм зенитные орудия Flak36, 105-мм гаубицы LeFH-18/42, и тяжёлые 150-мм sFH-18. С гребня Сапун-горы в ясную погоду просматривалась и контролировалась огнём полоса местности шириной до 12 км. Рубеж надёжно запирал вход в Инкерманскую долину и подступы к Гераклейскому полуострову. Балаклавская и Инкерманская долины, идущие в глубину обороны, были перекрыты противотанковыми рвами и минными полями, и контролировались противотанковой артиллерией. Общее количество артиллерийских позиций достигало 216. Гитлеровское командование требовало удержать Севастополь любой ценой.
Перед советскими войсками стояла ответственная задача: изучить оборону противника, измотать и обескровить врага, а затем решительным штурмом освободить город. Важная роль при этом отводилась артиллерии и авиации, которым предстояло не допустить переброски немецких войск по морским коммуникациям.
7 мая 1944 года в 10 часов 30 минут советские войска перешли в наступление на участке Сапун-гора — Карань. По всему фронту завязались кровопролитные бои. Особенно ожесточёнными они были в районе Сапун-горы, где часами длился бой за каждую траншею. Тысячи бойцов и командиров проявили в этот день невиданный героизм. И хотя враг яростно сопротивлялся, на отдельных участках по несколько раз переходил в контратаку, ничто уже не могло остановить мощного натиска советских войск. В 19 часов 30 минут первыми вышли на гребень Сапун-горы воины 77-й и 32-й гвардейской стрелковых дивизий.
К исходу дня 9 мая был полностью освобождён Севастополь. 12 мая в районе мыса Херсонес капитулировали остатки немецко-фашистской группировки. Крымская операция закончилась блестящей победой советских войск.

## Создание
В 1956—1957 годах заслуженный деятель искусств РСФСР, позже народный художник СССР П. Т. Мальцев написал картину «Штурм Сапун-горы», получившую высокую оценку на Всесоюзной художественной выставке в честь 40-летия Советских Вооруженных Сил. Это произведение позже послужило основой для создания нынешней диорамы — «Штурм Сапун-горы 7 мая 1944 года».
Её авторы — художники студии имени М. Б. Грекова П. Т. Мальцев, Г. И. Марченко и Н. С. Присекин. Военным консультантом был Герой Советского Союза капитан первого ранга в отставке Г. В. Терновский. В течение семи месяцев они работали над живописным полотном (5,5 м × 25,5 м) и предметным планом площадью 83 м². На живописном полотне и натурном плане писались фигуры людей и размещались предметы в натуральную величину, — и это, в сочетании с большим мастерством художников, давало полное представление об изображаемых событиях. Выразительность восприятия усиливало удачное цветовое решение. Вся местность залита солнцем, но лучи его проникают сквозь пелену дыма, пыли и гари. Стройная, энергичная, насыщенная динамикой композиция картины передаёт сокрушительную стремительность наступающих и их сплоченность, охватывает масштаб совместных действий советских армий, авиации и флота.
В августе 1959 года обе части батального произведения из Москвы доставили в Севастополь и разместили в специально построенном полукруглом здании.
Здание диорамы находится в западной части мемориального комплекса «Сапун-гора»; построено по проекту архитектора В. П. Петропавловского на направлении главного удара войск 4-го Украинского фронта, освобождавших Севастополь, и образует с памятником Славы воинам-освободителям и Вечным огнём, мемориальными стенами, обрамляющими с трёх сторон площадку вокруг памятника, единый архитектурный ансамбль.

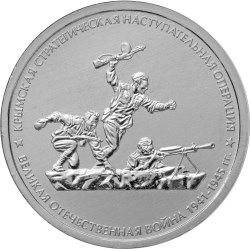
Памятная монета Банка России (2015)

Торжественное открытие диорамы состоялось 4 ноября 1959 года. С того момента и до конца 1980-х годов её посетило пятнадцать миллионов человек. В 1999 году был зарегистрирован 24-миллионный посетитель — московская школьница Надя Скопинцева.

### Филателия
4 ноября 2009 г. в Севастопольской дирекции УГППС «Укрпочта» в честь 50-летия открытия Диорамы «Штурм Сапун-горы 7 мая 1944 г.» было проведено спецгашение. К этому событию изготовлены художественный маркированный конверт и специальный штемпель, посвящённые памятной дате.

## Композиция
Войдя на смотровую площадку, зритель переносится в 7 мая 1944 года. Перед зрителем открывается панорама местности от высоты Сахарная головка до Балаклавы. По замыслу художников, зритель находится на склоне Сапун-горы.
Вторая половина дня 7 мая 1944 года. В едином порыве штурмуют вражеские укрепления пехотинцы, сапёры, танкисты, артиллеристы. В воздухе завязался бой истребителей. На море, в районе Балаклавы, советские катера, поддерживаемые морской авиацией, уничтожают корабли противника.
Штурм Сапун-горы продолжается уже более семи часов. Вершина близка, но самые трудные шаги к ней — последние. Бой идёт за каждую траншею, за каждый выступ скалы. На переднем плане картины — штурмовые группы 11-го гвардейского и 63-го стрелковых корпусов, преодолевающие последние укрепления врага перед гребнем Сапун-горы.

### Жанровые сцены

Женя Дерюгина на полотне Севастопольской диорамы

Один за другим предстают перед зрителем бессмертные подвиги освободителей Севастополя. Слева, с пистолетом в вытянутой руке изображён комсорг батальона Виталий Комиссаров. Несмотря на ранение, он сменил убитого в бою командира роты и поднял бойцов на штурм нацистской батареи.
Правее, у станкового пулемёта,— отважный воин Кузьма Москаленко. В тот день Москаленко подавил огонь четырёх вражеских пулемётов и одним из первых вышел на гребень Сапун-горы. Перед ним в воронке от разорвавшегося снаряда занял позицию снайпер старшина Николай Морятов. Свыше двух десятков гитлеровцев сразил он во время штурма.
В боях за Севастополь принимали активное участие и отважные советские женщины — медсестры, связистки, санитарки. На картине в морской форме изображена санинструктор Евгения Дерюгина — бывшая студентка судостроительного техникума. В период с 3 по 7 мая Женя вынесла с поля боя 80 раненых бойцов. Она погибла от пули нацистского снайпера.
На полотне диорамы изображён уйгур Дадаш Бабажанов, который даёт клятву своему умирающему товарищу, моряку Семену Машкевичу, что отомстит врагу за его смерть. И слово он сдержал: в боях за Севастополь Бабажанов лично уничтожил 17 гитлеровцев.
В центре картины — группа бойцов на полуразрушенном вражеском доте. Впереди, высоко подняв над головой автомат, ведёт за собой воинов лейтенант Михаил Головня. Путь к вершине расчищает метким пулемётным огнём прославленный разведчик старший сержант Николай Гунько.
Правее, на переднем плане живописного полотна, запечатлён бессмертный подвиг сапёра Федора Скорятина, ценой своей жизни проложившего последний проход к вражескому блиндажу. Сюда устремились бойцы во главе с лейтенантом Сахаровым. Он увлечён боем и не видит, как вражеский автоматчик целится в него из-за укрытия. Гвардии рядовой Ашот Маркарян закрывает собой командира и погибает.
Рядом бросает гранату во вражеский блиндаж рядовой Илья Поликахин. Он тяжело ранен в голову, однако продолжал сражаться и одним из первых прорвался к гребню Сапун-горы. С группой разведчиков И. Поликахин участвовал также в уличных боях, вместе с Н. Гунько и М. Головней водрузил красный флаг на здании севастопольской метеостанции.
Впереди атакующих идут знаменосцы. Падает смертельно раненый парторг роты Евгений Смелович, но знамя подхватывает рядовой Иван Яцуненко и поднимается с ним на гребень Сапун-горы. Почти одновременно водрузили алые полотнища на покорённой высоте рядовые В. Евглевский, В. Дробязко, сержанты А. Курбанов, Н. Соснин, А. Тимофеев и другие воины.
В глубине картины, справа, где действуют советские огнемётчики, лейтенант Михаил Дзигунский закрывает своим телом амбразуру вражеского дота. Последний опорный пункт взят. Одно за другим выходят на вершину горы подразделения капитана Н. Жилова, старшего лейтенанта П. Калиниченко, гвардии лейтенанта А. Заболотского, младшего лейтенанта В. Громакова и другие.
С пистолетом в руке изображён старший лейтенант Василий Жуков — он поднимает бойцов своей роты навстречу контратакующему противнику. Отважный командир погиб в одной из рукопашных схваток на подступах к Севастополю.

### Предметный план
Общее впечатление картины боя усиливает предметный план, заполняющий восьмиметровое расстояние от смотровой площадки до живописного полотна. Здесь воспроизведён подлинный рельеф местности, изрытой снарядами и бомбовыми воронками, сооружены в натуральную величину вражеские блиндажи, траншеи, лежит настоящее трофейное оружие, осколки, гильзы. На двух вмонтированных живописных вставках изображены сержант Сергей Елагин (он берёт в плен немецкого солдата) и старшина Николай Супрягин, который в рукопашной схватке вынуждает гитлеровца сложить оружие.